# KJS
KJSはKDEプロジェクトのJavaScriptエンジンである。Web上だけでなくKDE/Qtアプリケーションとバインディングしたり、アプリケーションを作成することもできる。
AppleのウェブブラウザSafariのエンジンWebKitでKHTMLとともに採用されている。また、WebKitのJavaScriptCoreフレームワークはKJSを基にしている。